# Terawas
Terawas is een bestuurslaag in het regentschap Musi Rawas van de provincie Zuid-Sumatra, Indonesië. Terawas telt 4157 inwoners (volkstelling 2010).